# Popillia sebastiani
Popillia sebastiani är en skalbaggsart som beskrevs av Limbourg 2007. Popillia sebastiani ingår i släktet Popillia och familjen Rutelidae. Inga underarter finns listade i Catalogue of Life.